# David Accam
David Accam (* 28. September 1990 in Accra) ist ein ehemaliger ghanaischer Fußballspieler. Der Stürmer lief elf Mal für die Ghanaische Fußballnationalmannschaft auf und erzielte dabei ein Tor. Auf Vereinsebene spielte er für Vereine in England, Schweden, den USA und Finnland.

## Werdegang
Nachdem Accam zunächst als Straßenfußballer in Parks von Accra gespielt hatte, wurde er von einem Betreuer der Right to Dream Academy entdeckt. Dieser gehörte er vier Jahre an, ehe er 2008 ein Drei-Jahres-Stipendium für das Hartpury College erhielt und nach England ging. Dort spielte er einerseits für die Collegemannschaft, andererseits war er für die unterklassigen Klubs Ledbury Town und Evesham United aktiv. 2011 war er Teil der Nike Academy und gehörte im Sommer 2011 zu den acht ausgezeichneten Spielern.
Im März 2012 verpflichtete der vom englischen Trainer Graham Potter betreute schwedische Drittligist Östersunds FK Accam. Dort etablierte er sich auf Anhieb als torgefährlicher Angreifer und erzielte bis zum Sommer neun Tore in 14 Spielen. Damit hatte er höherklassige Vereine auf sich aufmerksam gemacht, diverse Erstligisten buhlten um seine Dienste. Für zwei Millionen Kronen verpflichtete ihn Helsingborgs IF im August des Jahres. Zunächst war ein Wechsel zum Jahresende angedacht, der Klub entschied sich jedoch vor dem anstehenden Europapokalspiel gegen Celtic Glasgow für einen sofortigen Transfer. In seinem ersten Halbjahr für den Klub erzielte er in zehn Spielen in der Allsvenskan drei Tore, in der Spielzeit 2013 war er mit zehn Saisontoren vor Mattias Lindström und Imad Khalili vereinsintern bester Torschütze.
Im Mai 2014 nominierte Nationaltrainer James Kwesi Appiah Accam in das 26 Spieler starke vorläufige Aufgebot der ghanaischen Nationalmannschaft für die Weltmeisterschaft 2014. Am 1. Juni wurde er jedoch aus dem Kader gestrichen, am selben Tag lief er daher für seinen Klub im letzten Saisonspiel vor der Sommerpause auf und erzielte beim 1:0-Erfolg über Falkenbergs FF den spielentscheidenden Treffer. Insgesamt gelangen ihm in seiner dritten Saison 17 Tore für Helsingborgs IF und somit die zweitmeisten der gesamten Liga.
Im November 2014 gab Accam schließlich sein Debüt für die Nationalmannschaft, als er gegen Uganda eingewechselt wurde. Beim Afrika-Cup 2015, bei dem Ghana Zweiter wurde, kam er in einem Spiel zum Einsatz.
Zu Saisonbeginn 2015 wechselte Accam zum US-amerikanischen MLS-Franchise Chicago Fire und drei Jahre später weiter zum Ligakonkurrenten Philadelphia Union. Nach einer weiteren Station bei Columbus Crew wechselte er 2020 zu Nashville SC, wurde jedoch im Folgejahr nach Schweden zu Hammarby IF verliehen. Dort gewann er den Svenska Cupen 2021. Anfang 2022 unterschrieb er einen Vertrag bei Inter Turku in Finnland und beendete nach der Saison seine Karriere.